# Oxychloë mendocina
Oxychloë mendocina är en tågväxtart som beskrevs av Manuel Barros. Oxychloë mendocina ingår i släktet Oxychloë och familjen tågväxter. Inga underarter finns listade i Catalogue of Life.